# Synaxiidae
Famille
Synonymes
- Synaxidae (préféré par NCBI)[2]

Les Synaxiidae (ou Synaxidae) sont une famille de crustacés décapodes désormais considérée comme invalide par le WoRMS notamment. Cette famille est maintenant remplacée par la famille des Palinuridae.

## Description et caractéristiques
Leur corps est tubulaire, plus ou moins couvert de poils, sans grosses épines. La carapace présente un grand rostre. Les pattes sont dépourvues de pinces, la première paire étant quand même beaucoup plus grosse que les autres. Les antennes sont cylindriques et plus courtes que le corps.

## Liste des genres
Selon NCBI (27 mai 2025) :
- genre Palibythus Davie, 1990
- genre Palinurellus Von Martens, 1878